# Врайт, Сильви
Сильви Врайт (эст. Silvi Vrait; 28 апреля 1951, Кехра — 28 июня 2013, Таллин) — советская и эстонская певица, первая представительница Эстонии на Евровидение-1994 и астролог.

## Биография
Родилась 28 апреля 1951 года в городе Кехра.
В 1968 году окончила Кехраскую музыкальную школу по классу фортепиано, в 1969 — Кехраскую среднюю школу.
В 1974 году окончила Тартуский университет по специальности педагог-филолог английского языка.
Выступать начала в 1972 году на эстонском телевидении в передачах «Kaks takti ette» и «Käokava».
В 1973—1975 годы выступала с группой «Suuk», в 1975—1984 и 1995—2003 годы — в «Fix».
Выступала также иногда с группой «Ultima Thule».
C 1994 года работала преподавателем английского языка в Таллинском французском лицее (эст. Tallinna Prantsuse Lütseum).
В 1994 году представляла Эстонию на конкурсе «Евровидение-1994». Песня «Nagu merelaine» (рус. «Словно морская волна») заняла 24-е место.
Скончалась 28 июня 2013 года в Таллине на 63-м году жизни от опухоли головного мозга. У неё остался сын.

## Награды
2001 — Орден Белой звезды 5 степени

## Дискография
- 1986 — «Сильви Врайт» 12" LP, «Мелодия»
- 1989 — «Сильви Врайт» 12" LP, «Мелодия»
- 2001 — «Гимн Любви» (эст. «Hümn armastusele») CD MC, «Фабрика Хитов» (эст. «Hitivabrik»)
- 2002 — «Эстонский золотой фонд» (эст. «Eesti kullafond») 3 CD 3 MC, «Фабрика Хитов»